# ラドスラフ・ザバフニーク
ラドスラフ・ザバフニーク（Radoslav Zabavník、1980年9月16日 - ）は、スロバキア (旧チェコスロバキア)・コシツェ出身の元同国代表サッカー選手。現役時代のポジションはDF。

## 経歴
東欧でのクラブを経て、2010年2月1日、ブンデスリーガに所属していた1.FSVマインツ05へ2009-10シーズン終了までの短期契約で加入した。
2003年4月30日、ギリシャ代表との親善試合でスロバキア代表デビューを飾った。デビュー後はサイドバックのレギュラーとして代表でのキャリアを重ね、2010年に出場した2010 FIFAワールドカップではチームの全4試合中3試合に先発出場を果たした。利き足が両足ということもあって左右のサイドバックとしてスロバキア代表には貢献していた。

## 代表歴

### 出場大会
- スロバキア代表
  - 2010 FIFAワールドカップ

### 試合数
- 国際Aマッチ 58試合 1得点（2003年 - 2012年）[3]

| スロバキア代表 | 国際Aマッチ | 国際Aマッチ |
| 年             | 出場        | 得点        |
| -------------- | ----------- | ----------- |
| 2003           | 5           | 0           |
| 2004           | 8           | 1           |
| 2005           | 11          | 0           |
| 2006           | 3           | 0           |
| 2008           | 6           | 0           |
| 2009           | 8           | 0           |
| 2010           | 11          | 0           |
| 2011           | 1           | 0           |
| 2012           | 5           | 0           |
| 通算           | 58          | 1           |

### 得点
| # | 開催日       | 開催地                           | 対戦国             | スコア | 結果 | 大会                          |
| - | ------------ | -------------------------------- | ------------------ | ------ | ---- | ----------------------------- |
| 1 | 2004年9月8日 | ブラチスラヴァ、テヘルネー・ポレ | リヒテンシュタイン | 7-0    | 7-0  | 2006 FIFAワールドカップ・予選 |

## タイトル

### クラブ
MŠKジリナ
- フォルトゥナ・リーガ : 2回 (2002-03, 2003-04)

CSKAソフィア
- ブルガリアプロサッカーリーグ : 1回 (2004-05)

スパルタ・プラハ
- チェコ1部リーグ : 1回 (2006-07)